# Llista de monuments de Llucmajor
Llista de monuments de Llucmajor catalogats pel consell insular de Mallorca com a Béns d'Interès Cultural en la categoria de monuments pel seu interès històric, artístic, arquitectònic, arqueològic, històric-industrial, etnològic, social, científic o tècnic.
| Monument                                                                     | Tipus                | Localització                         | Coordenades                                           | Codi?         | Imatge |
| ---------------------------------------------------------------------------- | -------------------- | ------------------------------------ | ----------------------------------------------------- | ------------- | --- |
| Convent de Sant Bonaventura                                                  | Edif. religiosos     | Llucmajor Carrer del Convent         | 39° 29′ 29″ N, 2° 53′ 41″ E / 39.491389°N,2.894722°E  | RI-51-0010931 | Convent de Sant Bonaventura (Llucmajor) · Vegeu més fotos d'aquest monument · Carregueu una nova foto d'aquest monument                           |
| Torre de Cala Pi                                                             | Arq. defensiva       | Llucmajor Punta de Cala Pi           | 39° 21′ 41″ N, 2° 50′ 07″ E / 39.361499°N,2.835282°E  | RI-51-0008437 | Torre de Cala Pi (Llucmajor) · Vegeu més fotos d'aquest monument · Carregueu una nova foto d'aquest monument                                      |
| Torre de s'Estalella                                                         | Arq. defensiva       | Llucmajor S'Estelella                | 39° 21′ 32″ N, 2° 54′ 07″ E / 39.358934°N,2.902061°E  | RI-51-0008438 | Torre de s'Estalella (Llucmajor) · Vegeu més fotos d'aquest monument · Carregueu una nova foto d'aquest monument                                  |
| Torre de defensa de Son Servereta                                            | Arq. defensiva       | Llucmajor Son Servereta              | 39° 24′ 26″ N, 2° 52′ 15″ E / 39.407153°N,2.870827°E  | RI-51-0008439 | Carregueu una nova foto d'aquest monument |
| Torre des Cap Blanc                                                          | Arq. defensiva       | Llucmajor Es Cap Blanc               | 39° 21′ 48″ N, 2° 47′ 25″ E / 39.363295°N,2.790409°E  | RI-51-0008440 | Torre des Cap Blanc (Llucmajor) · Vegeu més fotos d'aquest monument · Carregueu una nova foto d'aquest monument                                   |
| Torre de defensa de la possessió des Cap Blanc                               | Arq. defensiva       | Llucmajor Es Cap Blanc               | 39° 22′ 49″ N, 2° 48′ 29″ E / 39.380253°N,2.808121°E  | RI-51-0008441 | Carregueu una nova foto d'aquest monument |
| Torre de defensa de Capocorb Nou                                             | Arq. defensiva       | Llucmajor Capocorb Nou               | 39° 23′ 47″ N, 2° 49′ 32″ E / 39.396337°N,2.825633°E  | RI-51-0008442 | Carregueu una nova foto d'aquest monument |
| Torre de defensa des Llobets                                                 | Arq. defensiva       | Llucmajor Es Llobets                 | 39° 24′ 06″ N, 2° 55′ 34″ E / 39.401729°N,2.926003°E  | RI-51-0008443 | Carregueu una nova foto d'aquest monument |
| Torre de defensa de Garonda                                                  | Arq. defensiva       | Llucmajor Garonda                    | 39° 24′ 26″ N, 2° 52′ 53″ E / 39.407334°N,2.881415°E  | RI-51-0008444 | Carregueu una nova foto d'aquest monument |
| Torre de defensa de Gomereta                                                 | Arq. defensiva       | Llucmajor Gomereta                   | 39° 24′ 42″ N, 2° 49′ 56″ E / 39.411543°N,2.832205°E  | RI-51-0008445 | Carregueu una nova foto d'aquest monument |
| Torre de defensa de Guiamarà                                                 | Arq. defensiva       | Llucmajor Guiamarà                   | 39° 23′ 23″ N, 2° 52′ 28″ E / 39.38965°N,2.874467°E   | RI-51-0008446 | Carregueu una nova foto d'aquest monument |
| Torre de defensa de s'Àguila                                                 | Arq. defensiva       | Llucmajor S'Àguila                   | 39° 24′ 46″ N, 2° 48′ 17″ E / 39.412908°N,2.804645°E  | RI-51-0008447 | Carregueu una nova foto d'aquest monument |
| Torre de defensa de sa Llapasseta                                            | Arq. defensiva       | Llucmajor Sa Llapasseta              | 39° 25′ 22″ N, 2° 47′ 12″ E / 39.42278°N,2.78657°E    | RI-51-0008448 | Carregueu una nova foto d'aquest monument |
| Casa forta de sa Torre                                                       | Arq. defensiva       | Llucmajor Sa Torre                   | 39° 26′ 15″ N, 2° 47′ 59″ E / 39.43739°N,2.799657°E   | RI-51-0008449 | Sa Torre (Llucmajor) · Vegeu més fotos d'aquest monument · Carregueu una nova foto d'aquest monument                                              |
| Torre de defensa de ses Arnaules                                             | Arq. defensiva       | Llucmajor Ses Arnaules               | 39° 25′ 09″ N, 2° 52′ 40″ E / 39.419069°N,2.877793°E  | RI-51-0008450 | Carregueu una nova foto d'aquest monument |
| Casa forta de Son Albertí                                                    | Arq. defensiva       | Llucmajor Son Albertí                | 39° 23′ 20″ N, 2° 50′ 42″ E / 39.388889°N,2.845°E     | RI-51-0008451 | Son Albertí (Llucmajor) · Vegeu més fotos d'aquest monument · Carregueu una nova foto d'aquest monument                                           |
| Torre de defensa de Son Dalabau                                              | Arq. defensiva       | Llucmajor Son Dalabau                | 39° 29′ 11″ N, 2° 48′ 44″ E / 39.486371°N,2.812217°E  | RI-51-0008452 | Carregueu una nova foto d'aquest monument |
| Torre de defensa de Son Noguera                                              | Arq. defensiva       | Llucmajor Son Noguera                | 39° 28′ 56″ N, 2° 51′ 30″ E / 39.482092°N,2.858358°E  | RI-51-0008453 | Son Noguera (Llucmajor) · Vegeu més fotos d'aquest monument · Carregueu una nova foto d'aquest monument                                           |
| Son Serra                                                                    | Arq. defensiva       | Llucmajor Son Serra                  | 39° 25′ 45″ N, 2° 51′ 25″ E / 39.429073°N,2.856873°E  | RI-51-0008454 | Carregueu una nova foto d'aquest monument |
| Casa forta de Son Taixaquet                                                  | Arq. defensiva       | Llucmajor Son Taixaquet              | 39° 27′ 14″ N, 2° 51′ 12″ E / 39.45375°N,2.853472°E   | RI-51-0008455 | Son Taixaquet (Llucmajor) · Vegeu més fotos d'aquest monument · Carregueu una nova foto d'aquest monument                                         |
| Torre de defensa de Son Mut Aliardo                                          | Arq. defensiva       | Llucmajor Son Mut Aliardo            | 39° 25′ 16″ N, 2° 49′ 45″ E / 39.421088°N,2.829105°E  | RI-51-0008456 | Carregueu una nova foto d'aquest monument |
| Torre de defensa de Vallgornera Vell                                         | Arq. defensiva       | Llucmajor Vallgornera Vell           | 39° 22′ 45″ N, 2° 52′ 13″ E / 39.379083°N,2.870158°E  | RI-51-0008457 | Vallgornera Vell (Llucmajor) · Vegeu més fotos d'aquest monument · Carregueu una nova foto d'aquest monument                                      |
| Torre de defensa de Vallgornera Nou                                          | Arq. defensiva       | Llucmajor Vallgornera Nou            | 39° 22′ 54″ N, 2° 51′ 47″ E / 39.381755°N,2.863055°E  | RI-51-0008458 | Carregueu una nova foto d'aquest monument |
| Torre de defensa de la possessió de Cala Pi                                  | Arq. defensiva       | Llucmajor Cala Pi                    | 39° 22′ 44″ N, 2° 50′ 42″ E / 39.378947°N,2.845097°E  | RI-51-0008459 | Carregueu una nova foto d'aquest monument |
| Torre de defensa de Son Garcies                                              | Arq. defensiva       | Llucmajor Son Garcies                | 39° 31′ 44″ N, 2° 49′ 10″ E / 39.528838°N,2.819389°E  | RI-51-0008479 | Carregueu una nova foto d'aquest monument |
| Fort de Cap Enderrocat                                                       | Arq. defensiva       | Llucmajor Cap Enderrocat             | 39° 28′ 34″ N, 2° 43′ 29″ E / 39.476153°N,2.724722°E  | RI-51-0009296 | Fort de Cap Enderrocat (Llucmajor) · Vegeu més fotos d'aquest monument · Carregueu una nova foto d'aquest monument                                |
| Creu d'en Rafil                                                              | Creus de terme       | Llucmajor                            | 39° 29′ 36″ N, 2° 53′ 34″ E / 39.493386°N,2.892879°E  | RI-51-0010305 | Creu d'en Rafil (Llucmajor) · Vegeu més fotos d'aquest monument · Carregueu una nova foto d'aquest monument                                       |
| Relleu del I Goig i el VII Dolor de Maria                                    | Creus de terme       | Llucmajor                            |                                                       | RI-51-0010306 | Carregueu una nova foto d'aquest monument |
| Creu d'en Batlet                                                             | Creus de terme       | Llucmajor                            | 39° 29′ 33″ N, 2° 53′ 40″ E / 39.492559°N,2.894474°E  | RI-51-0010307 | Creu d'en Batlet (Llucmajor) · Vegeu més fotos d'aquest monument · Carregueu una nova foto d'aquest monument                                      |
| Creu des Blanquer                                                            | Creus de terme       | Llucmajor                            | 39° 30′ 43″ N, 2° 54′ 57″ E / 39.511829°N,2.915911°E  | RI-51-0010308 | Creu des Blanquer (Llucmajor) · Carregueu una nova foto d'aquest monument                                                                         |
| Creu Daurada, o Creu del camí de Ciutat                                      | Creus de terme       | Llucmajor                            | 39° 29′ 31″ N, 2° 53′ 19″ E / 39.491995°N,2.888486°E  | RI-51-0010309 | Creu Daurada (Llucmajor) · Vegeu més fotos d'aquest monument · Carregueu una nova foto d'aquest monument                                          |
| Creu de ses Dones                                                            | Creus de terme       | Llucmajor                            | 39° 29′ 42″ N, 2° 54′ 03″ E / 39.495060°N,2.900785°E  | RI-51-0010310 | Creu de ses Dones (Llucmajor) · Vegeu més fotos d'aquest monument · Carregueu una nova foto d'aquest monument                                     |
| Creu del Santuari de Gràcia                                                  | Creus de terme       | Llucmajor                            | 39° 31′ 09″ N, 2° 55′ 40″ E / 39.519084°N,2.927765°E  | RI-51-0010311 | Creu del Santuari de Gràcia (Llucmajor) · Vegeu més fotos d'aquest monument · Carregueu una nova foto d'aquest monument                           |
| Creu des Gegant o Creu dels Homes                                            | Creus de terme       | Llucmajor                            | 39° 30′ 03″ N, 2° 54′ 46″ E / 39.500828°N,2.912722°E  | RI-51-0010312 | Creu des Gegant (Llucmajor) · Vegeu més fotos d'aquest monument · Carregueu una nova foto d'aquest monument                                       |
| Creu del camí de Gràcia                                                      | Creus de terme       | Llucmajor                            | 39° 30′ 53″ N, 2° 55′ 02″ E / 39.514833°N,2.917102°E  | RI-51-0010313 | Creu del camí de Gràcia (Llucmajor) · Carregueu una nova foto d'aquest monument                                                                   |
| Creu de Sant Guillem                                                         | Creus de terme       | Llucmajor                            | 39° 29′ 19″ N, 2° 53′ 55″ E / 39.488679°N,2.898655°E  | RI-51-0010314 | Carregueu una nova foto d'aquest monument |
| Creu del camí de sa Torre, antiga Creu de Son Noguera                        | Creus de terme       | Llucmajor                            | 39° 28′ 52″ N, 2° 51′ 23″ E / 39.481147°N,2.856341°E  | RI-51-0010315 | Carregueu una nova foto d'aquest monument |
| Creu des Molí d'en Dragó                                                     | Creus de terme       | Llucmajor                            | 39° 29′ 39″ N, 2° 53′ 47″ E / 39.494065°N,2.896274°E  | RI-51-0010316 | Creu des Molí d'en Dragó (Llucmajor) · Vegeu més fotos d'aquest monument · Carregueu una nova foto d'aquest monument                              |
| Poblat de pescadors de s'Estelella                                           | Constr. etnològiques | Llucmajor S'Estelella                | 39° 21′ 11″ N, 2° 54′ 45″ E / 39.353124°N,2.912604°E  | RI-54-0000222 | Poblat de pescadors de s'Estelella (Llucmajor) · Vegeu més fotos d'aquest monument · Carregueu una nova foto d'aquest monument                    |
| Cova de Son Reus / Puig de s'Escolà                                          | Monument arqueològic | Llucmajor                            | 39° 31′ 05″ N, 2° 54′ 09″ E / 39.517994°N,2.902521°E  | RI-51-0001749 | Carregueu una nova foto d'aquest monument |
| Cova de s'Àguila / sa Boal                                                   | Monument arqueològic | Llucmajor S'Àguila                   | 39° 23′ 42″ N, 2° 46′ 29″ E / 39.394974°N,2.774656°E  | RI-51-0002170 | Carregueu una nova foto d'aquest monument |
| Habitacions prehistòriques de s'Àguila / Ca l'Amo en Julià / Camp de s'Aljub | Monument arqueològic | Llucmajor                            | 39° 23′ 54″ N, 2° 46′ 10″ E / 39.398283°N,2.769314°E  | RI-51-0002171 | Carregueu una nova foto d'aquest monument |
| Conjunt prehistòric de s'Àguila / Camp d'en Palou                            | Monument arqueològic | Llucmajor S'Àguila                   | 39° 24′ 39″ N, 2° 48′ 49″ E / 39.410902°N,2.813704°E  | RI-51-0002172 | Carregueu una nova foto d'aquest monument |
| Cova de s'Àguila / Ca na Bel Canyelles                                       | Monument arqueològic | Llucmajor                            |                                                       | RI-51-0002173 | Carregueu una nova foto d'aquest monument |
| Cova de s'Àguila / sa Conillera                                              | Monument arqueològic | Llucmajor S'Àguila                   | 39° 23′ 59″ N, 2° 50′ 03″ E / 39.399850°N,2.834116°E  | RI-51-0002174 | Carregueu una nova foto d'aquest monument |
| Restes prehistòriques de s'Àguila / Misser Arnau                             | Monument arqueològic | Llucmajor S'Àguila                   | 39° 24′ 25″ N, 2° 47′ 30″ E / 39.406810°N,2.791692°E  | RI-51-0002175 | Carregueu una nova foto d'aquest monument |
| Restes prehistòriques de s'Àguila / Puig d'Escorca                           | Monument arqueològic | Llucmajor Puig d'Escorca             | 39° 22′ 46″ N, 2° 46′ 52″ E / 39.379578°N,2.781103°E  | RI-51-0002176 | Carregueu una nova foto d'aquest monument |
| Conjunt prehistòric de s'Àguila de Cas Fideuer / Sementer des Talaiot        | Monument arqueològic | Llucmajor S'Àguila                   | 39° 23′ 51″ N, 2° 46′ 10″ E / 39.3975°N,2.769444°E    | RI-51-0002177 | Carregueu una nova foto d'aquest monument |
| Talaiot de s'Àguila d'en Pere                                                | Monument arqueològic | Llucmajor                            |                                                       | RI-51-0002178 | Carregueu una nova foto d'aquest monument |
| Conjunt prehistòric de s'Àguila d'en Quart o de Can Ripoll / na Pau          | Monument arqueològic | Llucmajor S'Àguila                   | 39° 25′ N, 2° 48′ E / 39.41°N,2.8°E                   | RI-51-0002179 | Carregueu una nova foto d'aquest monument |
| Conjunt prehistòric de s'Àguila d'en Quart o de Can Ripoll / sa Pleta        | Monument arqueològic | Llucmajor S'Àguila                   | 39° 24′ 10″ N, 2° 47′ 55″ E / 39.402843°N,2.798567°E  | RI-51-0002180 | Carregueu una nova foto d'aquest monument |
| Habitacions prehistòriques de s'Àguila d'en Tomeu / ses Cases                | Monument arqueològic | Llucmajor S'Àguila                   | 39° 23′ 35″ N, 2° 47′ 10″ E / 39.393056°N,2.786111°E  | RI-51-0002181 | Carregueu una nova foto d'aquest monument |
| Restes prehistòriques de sa Llapassa / Camp de ses Pedres                    | Monument arqueològic | Llucmajor Sa Llapassa                | 39° 24′ 34″ N, 2° 46′ 09″ E / 39.409381°N,2.769150°E  | RI-51-0002182 | Carregueu una nova foto d'aquest monument |
| Cova de sa Llapassa / la Casina                                              | Monument arqueològic | Llucmajor Sa Llapassa                | 39° 24′ 18″ N, 2° 45′ 52″ E / 39.404956°N,2.764530°E  | RI-51-0002183 | Carregueu una nova foto d'aquest monument |
| Conjunt prehistòric de s'Aresta                                              | Monument arqueològic | Llucmajor S'Aresta                   | 39° 30′ 55″ N, 2° 55′ 53″ E / 39.515178°N,2.931443°E  | RI-51-0002184 | Carregueu una nova foto d'aquest monument |
| Cova de ses Arnaules / es Canet / es Cau                                     | Monument arqueològic | Llucmajor Ses Arnaules               | 39° 25′ 19″ N, 2° 53′ 08″ E / 39.421988°N,2.885530°E  | RI-51-0002185 | Carregueu una nova foto d'aquest monument |
| Coves de ses Arnaules / Sementer de ses Figueres                             | Monument arqueològic | Llucmajor Ses Arnaules               | 39° 25′ 28″ N, 2° 53′ 12″ E / 39.424512°N,2.886688°E  | RI-51-0002186 | Carregueu una nova foto d'aquest monument |
| Restes prehistòriques de ses Arnaules / sa Pleta                             | Monument arqueològic | Llucmajor Ses Arnaules               | 39° 25′ 03″ N, 2° 52′ 43″ E / 39.417377°N,2.878684°E  | RI-51-0002187 | Carregueu una nova foto d'aquest monument |
| Cova de Bennoc                                                               | Monument arqueològic | Llucmajor Bennoc                     | 39° 27′ 48″ N, 2° 51′ 12″ E / 39.463337°N,2.853304°E  | RI-51-0002188 | Carregueu una nova foto d'aquest monument |
| Restes prehistòriques de Binificat                                           | Monument arqueològic | Llucmajor                            |                                                       | RI-51-0002189 | Carregueu una nova foto d'aquest monument |
| Grup d'enterraments sa Cabana / es Comellars                                 | Monument arqueològic | Llucmajor                            |                                                       | RI-51-0002190 | Carregueu una nova foto d'aquest monument |
| Cova de sa Cabana / es Figueral de Moro                                      | Monument arqueològic | Llucmajor Sa Cabana                  | 39° 31′ 34″ N, 2° 51′ 42″ E / 39.526241°N,2.861665°E  | RI-51-0002191 | Carregueu una nova foto d'aquest monument |
| Cova de Cala Pi / sa Cala                                                    | Monument arqueològic | Llucmajor Cala Pi                    | 39° 21′ 55″ N, 2° 50′ 10″ E / 39.365278°N,2.836111°E  | RI-51-0002192 | Cova de Cala Pi / sa Cala (Llucmajor) · Vegeu més fotos d'aquest monument · Carregueu una nova foto d'aquest monument                             |
| Conjunt prehistòric de Cala Pi / ses Talaies                                 | Monument arqueològic | Llucmajor Cala Pi                    | 39° 22′ 04″ N, 2° 51′ 10″ E / 39.367782°N,2.852648°E  | RI-51-0002193 | Conjunt prehistòric de Cala Pi / ses Talaies (Llucmajor) · Vegeu més fotos d'aquest monument · Carregueu una nova foto d'aquest monument          |
| Pedrera antiga de Cala Pi / es Molar                                         | Monument arqueològic | Llucmajor Cala Pi                    | 39° 21′ 57″ N, 2° 50′ 43″ E / 39.365833°N,2.845277°E  | RI-51-0002194 | Carregueu una nova foto d'aquest monument |
| Pedrera antiga de Cala Pi / Punta de sa Dent                                 | Monument arqueològic | Llucmajor Cala Pi                    | 39° 21′ 52″ N, 2° 51′ 13″ E / 39.364374°N,2.853702°E  | RI-51-0002195 | Carregueu una nova foto d'aquest monument |
| Talaiot de Can Mòger / es Campot                                             | Monument arqueològic | Llucmajor                            | 39° 25′ 26″ N, 2° 51′ 01″ E / 39.424020°N,2.850196°E  | RI-51-0002196 | Carregueu una nova foto d'aquest monument |
| Restes prehistòriques des Cap Blanc / Cisterna Nova                          | Monument arqueològic | Llucmajor Es Cap Blanc               | 39° 22′ 50″ N, 2° 48′ 29″ E / 39.380662°N,2.808025°E  | RI-51-0002197 | Carregueu una nova foto d'aquest monument |
| Poblat murat de Capocorb d'en Jaquetó / sa Pleta                             | Monument arqueològic | Llucmajor                            | 39° 24′ 11″ N, 2° 49′ 14″ E / 39.403056°N,2.820556°E  | RI-51-0002198 | Carregueu una nova foto d'aquest monument |
| Talaiot de Capocorb d'en Jaquetó / Tanca des Talaiots                        | Monument arqueològic | Llucmajor                            | 39° 24′ 00″ N, 2° 49′ 43″ E / 39.40°N,2.8285°E        | RI-51-0002199 | Talaiot de Capocorb d'en Jaquetó / Tanca des Talaiots (Llucmajor) · Vegeu més fotos d'aquest monument · Carregueu una nova foto d'aquest monument |
| Restes prehistòriques de Capocorb Nou / es Camí Vell                         | Monument arqueològic | Llucmajor Capocorb Nou               | 39° 22′ 52″ N, 2° 48′ 56″ E / 39.381071°N,2.815641°E  | RI-51-0002200 | Carregueu una nova foto d'aquest monument |
| Cova de Capocorb Nou / es Cementeri des Moros                                | Monument arqueològic | Llucmajor Capocorb Nou               | 39° 23′ 25″ N, 2° 49′ 40″ E / 39.390343°N,2.827798°E  | RI-51-0002201 | Carregueu una nova foto d'aquest monument |
| Restes prehistòriques de Capocorb Nou / s'Era Vella                          | Monument arqueològic | Llucmajor Capocorb Nou               |                                                       | RI-51-0002202 | Carregueu una nova foto d'aquest monument |
| Conjunt prehistòric de Capocorb Vell                                         | Monument arqueològic | Llucmajor                            | 39° 23′ 54″ N, 2° 49′ 33″ E / 39.398381°N,2.825872°E  | RI-51-0002203 | Conjunt prehistòric de Capocorb Vell (Llucmajor) · Vegeu més fotos d'aquest monument · Carregueu una nova foto d'aquest monument                  |
| Conjunt prehistòric de sa Caseta                                             | Monument arqueològic | Llucmajor                            | 39° 25′ 23″ N, 2° 48′ 01″ E / 39.423053°N,2.800241°E  | RI-51-0002204 | Carregueu una nova foto d'aquest monument |
| Restes prehistòriques de Cas Frares / ses Cases                              | Monument arqueològic | Llucmajor Cas Frares                 | 39° 26′ 43″ N, 2° 49′ 35″ E / 39.445162°N,2.826338°E  | RI-51-0002205 | Carregueu una nova foto d'aquest monument |
| Talaiot de Cas Frares / Talaia des Puput                                     | Monument arqueològic | Llucmajor Cas Frares                 | 39° 27′ 05″ N, 2° 50′ 20″ E / 39.451308°N,2.838875°E  | RI-51-0002206 | Carregueu una nova foto d'aquest monument |
| Conjunt prehistòric de Cas Frares / es Cocons                                | Monument arqueològic | Llucmajor Cas Frares                 |                                                       | RI-51-0002207 | Carregueu una nova foto d'aquest monument |
| Pou antic de Cas Frares / es Cocons                                          | Monument arqueològic | Llucmajor Cas Frares                 |                                                       | RI-51-0002208 | Carregueu una nova foto d'aquest monument |
| Poblat murat de Cas Frares / es Cuitor                                       | Monument arqueològic | Llucmajor Cas Frares                 | 39° 26′ 54″ N, 2° 50′ 06″ E / 39.448333°N,2.835°E     | RI-51-0002209 | Carregueu una nova foto d'aquest monument |
| Poblat murat de Cas Frares / sa Pleta Rodona                                 | Monument arqueològic | Llucmajor Cas Frares                 | 39° 26′ 54″ N, 2° 50′ 06″ E / 39.448329°N,2.835047°E  | RI-51-0002210 | Carregueu una nova foto d'aquest monument |
| Pou antic de Cas Frares / Pleta Redona                                       | Monument arqueològic | Llucmajor Cas Frares                 |                                                       | RI-51-0002211 | Carregueu una nova foto d'aquest monument |
| Cova de Cas Frares / Tanca de sa Coveta                                      | Monument arqueològic | Llucmajor Cas Frares                 | 39° 26′ 45″ N, 2° 49′ 41″ E / 39.445786°N,2.827964°E  | RI-51-0002212 | Carregueu una nova foto d'aquest monument |
| Restes prehistòriques de Cortadeta                                           | Monument arqueològic | Llucmajor Cortadeta                  | 39° 25′ 48″ N, 2° 56′ 12″ E / 39.430047°N,2.936641°E  | RI-51-0002213 | Carregueu una nova foto d'aquest monument |
| Cova d'en Borinó                                                             | Monument arqueològic | Llucmajor Son Marrano                | 39° 25′ 02″ N, 2° 56′ 26″ E / 39.417222°N,2.940556°E  | RI-51-0002214 | Carregueu una nova foto d'aquest monument |
| Cova de Cugulutx d'en Jaqueta / sa Pleta                                     | Monument arqueològic | Llucmajor Cugulutx                   | 39° 27′ 58″ N, 2° 50′ 10″ E / 39.466171°N,2.836167°E  | RI-51-0002215 | Carregueu una nova foto d'aquest monument |
| Cova de Galdent / es Pou Blanquer                                            | Monument arqueològic | Llucmajor                            | 39° 30′ 30″ N, 2° 52′ 57″ E / 39.508381°N,2.882595°E  | RI-51-0002216 | Carregueu una nova foto d'aquest monument |
| Conjunt prehistòric de Garonda / ses Cases                                   | Monument arqueològic | Llucmajor Garonda                    | 39° 24′ 28″ N, 2° 52′ 53″ E / 39.407747°N,2.881372°E  | RI-51-0002217 | Carregueu una nova foto d'aquest monument |
| Conjunt prehistòric de Gomera Vell / sa Pleta / s'Hortal                     | Monument arqueològic | Llucmajor Gomera                     | 39° 24′ 42″ N, 2° 49′ 50″ E / 39.411649°N,2.830487°E  | RI-51-0002218 | Carregueu una nova foto d'aquest monument |
| Talaiot de Gomera Vell / s'Hortal Cuitor                                     | Monument arqueològic | Llucmajor Gomera                     | 39° 24′ 42″ N, 2° 49′ 50″ E / 39.411649°N,2.830487°E  | RI-51-0002219 | Carregueu una nova foto d'aquest monument |
| Cova de Gomereta / s'Hortal de ses Males Llengües                            | Monument arqueològic | Llucmajor Gomereta                   | 39° 24′ 51″ N, 2° 50′ 00″ E / 39.414202°N,2.833311°E  | RI-51-0002220 | Carregueu una nova foto d'aquest monument |
| Cova de Gomereta / ses Cases                                                 | Monument arqueològic | Llucmajor Gomereta                   | 39° 24′ 49″ N, 2° 50′ 05″ E / 39.4135°N,2.83482°E     | RI-51-0002221 | Carregueu una nova foto d'aquest monument |
| Necròpoli de Gomereta / Tanca Prima des Camp des Clapers                     | Monument arqueològic | Llucmajor Gomereta                   | 39° 24′ 55″ N, 2° 49′ 45″ E / 39.415278°N,2.829167°E  | RI-51-0002222 | Carregueu una nova foto d'aquest monument |
| Talaiot de Gomereta / Darrera ses Cases                                      | Monument arqueològic | Llucmajor Gomereta                   | 39° 25′ N, 2° 50′ E / 39.41°N,2.83°E                  | RI-51-0002223 | Carregueu una nova foto d'aquest monument |
| Habitacions prehistòriques de Llucamet / ses Cases                           | Monument arqueològic | Llucmajor Llucamet                   | 39° 24′ 41″ N, 2° 47′ 30″ E / 39.411306°N,2.791563°E  | RI-51-0002224 | Carregueu una nova foto d'aquest monument |
| Restes prehistòriques de Llucamet des Fideuer / Sementer des Talaiot         | Monument arqueològic | Llucmajor Llucamet                   | 39° 23′ 47″ N, 2° 46′ 06″ E / 39.3963889°N,2.768333°E | RI-51-0002225 | Carregueu una nova foto d'aquest monument |
| Cova des Masdéu / Torrent d'Alfàbia                                          | Monument arqueològic | Llucmajor                            | 39° 25′ 16″ N, 2° 55′ 50″ E / 39.421032°N,2.930608°E  | RI-51-0002226 | Carregueu una nova foto d'aquest monument |
| Habitacions prehistòriques de ses Males Cases / Pleta de sa Caseta           | Monument arqueològic | Llucmajor Ses Males Cases            | 39° 26′ 14″ N, 2° 50′ 48″ E / 39.437092°N,2.846667°E  | RI-51-0002227 | Carregueu una nova foto d'aquest monument |
| Restes prehistòriques de ses Males Cases / Tanca des Porcs                   | Monument arqueològic | Llucmajor Ses Males Cases            | 39° 26′ 17″ N, 2° 50′ 47″ E / 39.438056°N,2.846389°E  | RI-51-0002228 | Carregueu una nova foto d'aquest monument |
| Merola / Hortal des Talaiot                                                  | Monument arqueològic | Llucmajor Merola                     | 39° 24′ 53″ N, 2° 53′ 48″ E / 39.414601°N,2.896694°E  | RI-51-0002229 | Carregueu una nova foto d'aquest monument |
| Restes prehistòriques de Merola / sa Talaia                                  | Monument arqueològic | Llucmajor                            |                                                       | RI-51-0002230 | Carregueu una nova foto d'aquest monument |
| Restes prehistòriques de Païssa / s'Hortal Cuitor                            | Monument arqueològic | Llucmajor Païssa                     | 39° 27′ 14″ N, 2° 55′ 52″ E / 39.453816°N,2.931154°E  | RI-51-0002231 | Carregueu una nova foto d'aquest monument |
| Restes prehistòriques de Païssa / sa Pleta                                   | Monument arqueològic | Llucmajor Païssa                     | 39° 26′ 50″ N, 2° 56′ 23″ E / 39.447153°N,2.939645°E  | RI-51-0002232 | Carregueu una nova foto d'aquest monument |
| Es Pedregar / ses Cases                                                      | Monument arqueològic | Llucmajor Es Pedregar                | 39° 26′ 14″ N, 2° 52′ 03″ E / 39.437107°N,2.867610°E  | RI-51-0002233 | Es Pedregar / ses Cases (Llucmajor) · Vegeu més fotos d'aquest monument · Carregueu una nova foto d'aquest monument                               |
| Es Pedregar / sa Pleta                                                       | Monument arqueològic | Llucmajor Es Pedregar                | 39° 26′ 17″ N, 2° 51′ 49″ E / 39.438193°N,2.863541°E  | RI-51-0002234 | Carregueu una nova foto d'aquest monument |
| Restes prehistòriques de sa Pobla                                            | Monument arqueològic | Llucmajor Sa Pobla d'en Verdigo      | 39° 25′ 43″ N, 2° 49′ 10″ E / 39.428557°N,2.819407°E  | RI-51-0002235 | Carregueu una nova foto d'aquest monument |
| Puig de Ros de Dalt / es Camp Vell                                           | Monument arqueològic | Llucmajor                            | 39° 27′ 12″ N, 2° 48′ 07″ E / 39.453449°N,2.801909°E  | RI-51-0002236 | Carregueu una nova foto d'aquest monument |
| Conjunt prehistòric des Puigderrós / sa Pleta                                | Monument arqueològic | Llucmajor Puigderrós de Dalt         | 39° 26′ 49″ N, 2° 46′ 58″ E / 39.446966°N,2.782751°E  | RI-51-0002237 | Carregueu una nova foto d'aquest monument |
| Cova des Rafal Vell                                                          | Monument arqueològic | Llucmajor                            | 39° 26′ 36″ N, 2° 52′ 56″ E / 39.443430°N,2.882241°E  | RI-51-0002238 | Carregueu una nova foto d'aquest monument |
| Solleric / es Hortals                                                        | Monument arqueològic | Llucmajor Solleric                   | 39° 23′ 23″ N, 2° 52′ 08″ E / 39.389613°N,2.868850°E  | RI-51-0002239 | Carregueu una nova foto d'aquest monument |
| Solleric / Pleta de sa Cisterna                                              | Monument arqueològic | Llucmajor Solleric                   | 39° 23′ 25″ N, 2° 51′ 18″ E / 39.390245°N,2.854925°E  | RI-51-0002240 | Carregueu una nova foto d'aquest monument |
| Restes prehistòriques de Son Albertí - Son Servereta                         | Monument arqueològic | Llucmajor Son Albertí, Son Servereta | 39° 24′ 13″ N, 2° 52′ 25″ E / 39.403611°N,2.873611°E  | RI-51-0002241 | Carregueu una nova foto d'aquest monument |
| Conjunt prehistòric de Son Antelm / sa Pleta                                 | Monument arqueològic | Llucmajor Son Antelm                 | 39° 28′ 28″ N, 2° 49′ 18″ E / 39.474444°N,2.821667°E  | RI-51-0002242 | Carregueu una nova foto d'aquest monument |
| Cova de Son Antelm / sa Pedrera                                              | Monument arqueològic | Llucmajor Son Antelm                 | 39° 28′ N, 2° 50′ E / 39.47°N,2.84°E                  | RI-51-0002243 | Carregueu una nova foto d'aquest monument |
| Restes prehistòriques de Son Ballester                                       | Monument arqueològic | Llucmajor Son Ballester              | 39° 26′ 04″ N, 2° 56′ 08″ E / 39.434578°N,2.935556°E  | RI-51-0002244 | Carregueu una nova foto d'aquest monument |
| Restes prehistòriques de Son Bieló                                           | Monument arqueològic | Llucmajor                            |                                                       | RI-51-0002245 | Carregueu una nova foto d'aquest monument |
| Cova de Son Boscana                                                          | Monument arqueològic | Llucmajor Son Boscana                | 39° 25′ 15″ N, 2° 53′ 21″ E / 39.420833°N,2.889166°E  | RI-51-0002246 | Carregueu una nova foto d'aquest monument |
| Restes prehistòriques de Son Cànaves                                         | Monument arqueològic | Llucmajor                            |                                                       | RI-51-0002247 | Carregueu una nova foto d'aquest monument |
| Restes prehistòriques de Son Cardell / sa Talaieta                           | Monument arqueològic | Llucmajor Son Cardell                | 39° 30′ 01″ N, 2° 48′ 59″ E / 39.500186°N,2.816314°E  | RI-51-0002248 | Carregueu una nova foto d'aquest monument |
| Cova de Son Cardell / Tanca d'en Conill                                      | Monument arqueològic | Llucmajor Son Cardell                | 39° 28′ 12″ N, 2° 54′ 12″ E / 39.4701°N,2.90328°E     | RI-51-0002249 | Carregueu una nova foto d'aquest monument |
| Restes prehistòriques de Son Cortera Vell                                    | Monument arqueològic | Llucmajor                            |                                                       | RI-51-0002250 | Carregueu una nova foto d'aquest monument |
| Cova de Son Cresta                                                           | Monument arqueològic | Llucmajor                            | 39° 27′ 12″ N, 2° 54′ 24″ E / 39.453333°N,2.906667°E  | RI-51-0002251 | Carregueu una nova foto d'aquest monument |
| Cova de Son Dalabau / Can Toni Montserrat                                    | Monument arqueològic | Llucmajor Son Dalabau                | 39° 29′ 11″ N, 2° 50′ 03″ E / 39.486287°N,2.834302°E  | RI-51-0002252 | Carregueu una nova foto d'aquest monument |
| Habitacions prehistòriques de Son Fosquet / sa Pleta                         | Monument arqueològic | Llucmajor                            |                                                       | RI-51-0002253 | Carregueu una nova foto d'aquest monument |
| Restes prehistòriques de Son Fullana                                         | Monument arqueològic | Llucmajor                            | 39° 29′ 14″ N, 2° 54′ 11″ E / 39.487225°N,2.902980°E  | RI-51-0002254 | Carregueu una nova foto d'aquest monument |
| Restes prehistòriques de Son Granada de Dalt / ses Cases Velles              | Monument arqueològic | Llucmajor Son Granada                | 39° 27′ 58″ N, 2° 47′ 39″ E / 39.466111°N,2.794167°E  | RI-51-0002255 | Carregueu una nova foto d'aquest monument |
| Restes prehistòriques de Son Granada de Dalt / ses Comes                     | Monument arqueològic | Llucmajor Son Granada                | 39° 27′ 52″ N, 2° 47′ 49″ E / 39.464444°N,2.796944°E  | RI-51-0002256 | Carregueu una nova foto d'aquest monument |
| Cova de Son Granada de Dalt / es Garbellet                                   | Monument arqueològic | Llucmajor Son Granada                | 39° 27′ 54″ N, 2° 47′ 56″ E / 39.465°N,2.79901°E      | RI-51-0002257 | Carregueu una nova foto d'aquest monument |
| Cova de Son Granada de Dalt / Sementer de s'Olivera                          | Monument arqueològic | Llucmajor Son Granada                | 39° 27′ 27″ N, 2° 47′ 04″ E / 39.4575°N,2.78455°E     | RI-51-0002258 | Carregueu una nova foto d'aquest monument |
| Cova de Son Granada de Dalt / ses Vuit Quarterades                           | Monument arqueològic | Llucmajor Son Granada                | 39° 27′ 38″ N, 2° 48′ 12″ E / 39.460649°N,2.803211°E  | RI-51-0002259 | Carregueu una nova foto d'aquest monument |
| Cova de Son Hereu / sa Pleta                                                 | Monument arqueològic | Llucmajor Son Hereu                  | 39° 29′ 31″ N, 2° 50′ 15″ E / 39.492033°N,2.837386°E  | RI-51-0002260 | Carregueu una nova foto d'aquest monument |
| Cova de Son Hereu / Camp de sa Cova                                          | Monument arqueològic | Llucmajor Son Hereu                  | 39° 29′ 28″ N, 2° 50′ 20″ E / 39.491044°N,2.838784°E  | RI-51-0002261 | Carregueu una nova foto d'aquest monument |
| Necròpoli de Son Hereu / ses Pletes Obertes                                  | Monument arqueològic | Llucmajor Son Hereu                  | 39° 29′ 06″ N, 2° 49′ 40″ E / 39.485000°N,2.827778°E  | RI-51-0002262 | Carregueu una nova foto d'aquest monument |
| Cova de Son Hugo / Cova des Clapers                                          | Monument arqueològic | Llucmajor                            |                                                       | RI-51-0002263 | Carregueu una nova foto d'aquest monument |
| Restes prehistòriques de Son Julià / Can Pola                                | Monument arqueològic | Llucmajor Son Julià                  | 39° 29′ 20″ N, 2° 51′ 42″ E / 39.488986°N,2.861696°E  | RI-51-0002264 | Carregueu una nova foto d'aquest monument |
| Cova de Son Mendívil de Dalt / Sementer des Clapers                          | Monument arqueològic | Llucmajor                            | 39° 31′ 42″ N, 2° 51′ 24″ E / 39.5283°N,2.8567°E      | RI-51-0002265 | Carregueu una nova foto d'aquest monument |
| Restes prehistòriques de Son Marrano / Camp d'en Canals                      | Monument arqueològic | Llucmajor                            |                                                       | RI-51-0002266 | Carregueu una nova foto d'aquest monument |
| Poblat de Son Mateu                                                          | Monument arqueològic | Llucmajor Son Mateu                  | 39° 24′ 37″ N, 2° 50′ 50″ E / 39.410140°N,2.847334°E  | RI-51-0002267 | Carregueu una nova foto d'aquest monument |
| Restes prehistòriques de Son Mesquida                                        | Monument arqueològic | Llucmajor Son Mesquida               | 39° 26′ 55″ N, 2° 55′ 31″ E / 39.448611°N,2.925278°E  | RI-51-0002268 | Carregueu una nova foto d'aquest monument |
| Coves de Son Monjo / es Torrent                                              | Monument arqueològic | Llucmajor Son Monjo                  | 39° 31′ 21″ N, 2° 47′ 29″ E / 39.5225°N,2.79139°E     | RI-51-0002269 | Carregueu una nova foto d'aquest monument |
| Poblat de Son Moro                                                           | Monument arqueològic | Llucmajor Son Moro                   | 39° 23′ 10″ N, 2° 51′ 10″ E / 39.386089°N,2.852844°E  | RI-51-0002270 | Carregueu una nova foto d'aquest monument |
| Restes prehistòriques de Son Mut Vell / es Figueral de Moro                  | Monument arqueològic | Llucmajor Son Mut Vell               | 39° 26′ 54″ N, 2° 49′ 19″ E / 39.448333°N,2.821944°E  | RI-51-0002271 | Carregueu una nova foto d'aquest monument |
| Restes prehistòriques de Son Mut Vell / sa Pleta Redona                      | Monument arqueològic | Llucmajor Son Mut Nou                | 39° 27′ 18″ N, 2° 49′ 10″ E / 39.455°N,2.819444°E     | RI-51-0002272 | Carregueu una nova foto d'aquest monument |
| Habitacions prehistòriques de Son Mut Vell / es Vilar                        | Monument arqueològic | Llucmajor Son Mut Vell               | 39° 26′ 57″ N, 2° 49′ 24″ E / 39.449288°N,2.823421°E  | RI-51-0002273 | Carregueu una nova foto d'aquest monument |
| Habitacions prehistòriques de Son Mut Vell / Darrera ses Cases               | Monument arqueològic | Llucmajor Son Mut Vell               | 39° 26′ 54″ N, 2° 49′ 13″ E / 39.448333°N,2.820278°E  | RI-51-0002274 | Carregueu una nova foto d'aquest monument |
| Son Noguera / ses Cases                                                      | Monument arqueològic | Llucmajor Son Noguera                | 39° 28′ 58″ N, 2° 51′ 34″ E / 39.482781°N,2.859372°E  | RI-51-0002275 | Son Noguera / ses Cases (Llucmajor) · Vegeu més fotos d'aquest monument · Carregueu una nova foto d'aquest monument                               |
| Son Noguera / Pleta des Forn de Calç                                         | Monument arqueològic | Llucmajor Son Noguera                | 39° 29′ 07″ N, 2° 51′ 31″ E / 39.485303°N,2.858681°E  | RI-51-0002276 | Carregueu una nova foto d'aquest monument |
| Cova de Son Pieres                                                           | Monument arqueològic | Llucmajor Son Pieres                 | 39° 29′ 48″ N, 2° 51′ 25″ E / 39.496639°N,2.857028°E  | RI-51-0002277 | Carregueu una nova foto d'aquest monument |
| Cova de Son Ramis                                                            | Monument arqueològic | Llucmajor                            |                                                       | RI-51-0002278 | Carregueu una nova foto d'aquest monument |
| Cova de Son Ramis Vell                                                       | Monument arqueològic | Llucmajor                            |                                                       | RI-51-0002279 | Carregueu una nova foto d'aquest monument |
| Son Reiners / ses Cases                                                      | Monument arqueològic | Llucmajor Son Reiners                | 39° 23′ 12″ N, 2° 54′ 58″ E / 39.386683°N,2.916127°E  | RI-51-0002280 | Carregueu una nova foto d'aquest monument |
| Son Reinés / s'Hortal Cuitor                                                 | Monument arqueològic | Llucmajor Son Reiners                | 39° 22′ 35″ N, 2° 55′ 01″ E / 39.376420°N,2.917068°E  | RI-51-0002281 | Carregueu una nova foto d'aquest monument |
| Cova de Son Rubí de sa Cova                                                  | Monument arqueològic | Llucmajor Son Rubí                   | 39° 30′ 07″ N, 2° 50′ 30″ E / 39.501944°N,2.841667°E  | RI-51-0002282 | Carregueu una nova foto d'aquest monument |
| Restes prehistòriques de Son Albertí - Son Servereta                         | Monument arqueològic | Llucmajor Son Servereta, Son Albertí | 39° 24′ 13″ N, 2° 52′ 25″ E / 39.403611°N,2.873611°E  | RI-51-0002283 | Carregueu una nova foto d'aquest monument |
| Son Taixaquet / Can Ramonell                                                 | Monument arqueològic | Llucmajor Son Taixaquet              | 39° 27′ 36″ N, 2° 51′ 16″ E / 39.460069°N,2.854548°E  | RI-51-0002284 | Talaiot de Son Taixaquet / Can Ramonell (Llucmajor) · Vegeu més fotos d'aquest monument · Carregueu una nova foto d'aquest monument               |
| Son Taixaquet des Llobets / ses Cases                                        | Monument arqueològic | Llucmajor Son Taixaquet              | 39° 27′ 15″ N, 2° 51′ 13″ E / 39.454111°N,2.853630°E  | RI-51-0002285 | Carregueu una nova foto d'aquest monument |
| Son Taixaquet d'en Toni / Corral de sa Coveta                                | Monument arqueològic | Llucmajor Son Taixaquet              | 39° 26′ 52″ N, 2° 51′ 11″ E / 39.447803°N,2.853062°E  | RI-51-0002286 | Carregueu una nova foto d'aquest monument |
| Son Taixaquet de Son Pons Cardaix / sa Talaieta                              | Monument arqueològic | Llucmajor Son Taixaquet              | 39° 27′ 09″ N, 2° 50′ 41″ E / 39.452500°N,2.844722°E  | RI-51-0002287 | Carregueu una nova foto d'aquest monument |
| Cova de Son Taixaquet de Son Pons Cardaix / Cova de ses Puces                | Monument arqueològic | Llucmajor                            |                                                       | RI-51-0002288 | Carregueu una nova foto d'aquest monument |
| Cova Son Torra / Ca na Càndida Puig                                          | Monument arqueològic | Llucmajor                            |                                                       | RI-51-0002289 | Carregueu una nova foto d'aquest monument |
| Cova de Son Torra / sa Coma                                                  | Monument arqueològic | Llucmajor                            |                                                       | RI-51-0002290 | Carregueu una nova foto d'aquest monument |
| Restes prehistòriques de Son Verí de Baix / es Fornàs                        | Monument arqueològic | Llucmajor                            |                                                       | RI-51-0002291 | Carregueu una nova foto d'aquest monument |
| Restes prehistòriques de Son Verí de Baix / Son Sala-Misses                  | Monument arqueològic | Llucmajor Son Verí                   | 39° 29′ 44″ N, 2° 46′ 38″ E / 39.495555°N,2.777222°E  | RI-51-0002292 | Carregueu una nova foto d'aquest monument |
| Cova de Son Verí de Baix / sa Torrentera                                     | Monument arqueològic | Llucmajor S'Arenal                   | 39° 29′ 43″ N, 2° 45′ 19″ E / 39.495278°N,2.755392°E  | RI-51-0002293 | Cova de Son Verí de Baix / sa Torrentera (Llucmajor) · Vegeu més fotos d'aquest monument · Carregueu una nova foto d'aquest monument              |
| Cova de Son Verí de Dalt / ses Cabanasses                                    | Monument arqueològic | Llucmajor Son Verí                   | 39° 29′ 03″ N, 2° 47′ 53″ E / 39.484167°N,2.798181°E  | RI-51-0002294 | Carregueu una nova foto d'aquest monument |
| Habitació prehistòrica de Son Verí de Dalt                                   | Monument arqueològic | Llucmajor Son Verí                   | 39° 28′ 57″ N, 2° 47′ 39″ E / 39.482579°N,2.794268°E  | RI-51-0002295 | Carregueu una nova foto d'aquest monument |
| Restes prehistòriques de Son Verí de Dalt / Pleta des Plen                   | Monument arqueològic | Llucmajor Son Verí                   | 39° 28′ 56″ N, 2° 47′ 42″ E / 39.482222°N,2.794894°E  | RI-51-0002296 | Carregueu una nova foto d'aquest monument |
| Cova de Son Verí de Dalt / Sementer de sa Coveta                             | Monument arqueològic | Llucmajor                            |                                                       | RI-51-0002297 | Carregueu una nova foto d'aquest monument |
| Habitacions prehistòriques de Son Vic / es Forn de Calç                      | Monument arqueològic | Llucmajor                            |                                                       | RI-51-0002298 | Carregueu una nova foto d'aquest monument |
| Habitacions prehistòriques de Son Vidal / Pleta de sa Barraca                | Monument arqueològic | Llucmajor Son Vidal                  | 39° 25′ 22″ N, 2° 51′ 16″ E / 39.422854°N,2.854509°E  | RI-51-0002299 | Carregueu una nova foto d'aquest monument |
| Talaiot de sa Talaia / ses Cases                                             | Monument arqueològic | Llucmajor Sa Talaia                  | 39° 25′ 10″ N, 2° 54′ 36″ E / 39.419577°N,2.910047°E  | RI-51-0002300 | Carregueu una nova foto d'aquest monument |
| Cova sa Torre                                                                | Monument arqueològic | Llucmajor Sa Torre                   |                                                       | RI-51-0002301 | Carregueu una nova foto d'aquest monument |
| Restes de Cas Toro                                                           | Monument arqueològic | Llucmajor Sa Torre                   | 39° 25′ 47″ N, 2° 46′ 26″ E / 39.429673°N,2.773975°E  | RI-51-0002302 | Carregueu una nova foto d'aquest monument |
| Restes de Cabrianes / sa Garriga Gran                                        | Monument arqueològic | Llucmajor Cabrianes                  | 39° 26′ 00″ N, 2° 46′ 45″ E / 39.433459°N,2.779203°E  | RI-51-0002303 | Carregueu una nova foto d'aquest monument |
| Sa Torre de Son Quartera / Corral de ses Barraques                           | Monument arqueològic | Llucmajor Sa Torre                   | 39° 25′ 34″ N, 2° 45′ 39″ E / 39.426033°N,2.760730°E  | RI-51-0002304 | Carregueu una nova foto d'aquest monument |
| Restes prehistòriques de sa Torre de Son Quartera / na Droga                 | Monument arqueològic | Llucmajor Sa Torre                   |                                                       | RI-51-0002305 | Carregueu una nova foto d'aquest monument |
| Cova de sa Torre de Son Quartera / sa Pleta                                  | Monument arqueològic | Llucmajor Sa Torre                   | 39° 25′ 47″ N, 2° 45′ 58″ E / 39.429722°N,2.766111°E  | RI-51-0002306 | Carregueu una nova foto d'aquest monument |
| Restes prehistòriques de sa Torre de Son Quartera / Tanca des Talaiot        | Monument arqueològic | Llucmajor Sa Torre                   | 39° 25′ 33″ N, 2° 45′ 56″ E / 39.425833°N,2.765556°E  | RI-51-0002307 | Carregueu una nova foto d'aquest monument |
| Vallgornera Vell / ses Cases                                                 | Monument arqueològic | Llucmajor Vallgornera Vell           | 39° 22′ 47″ N, 2° 52′ 11″ E / 39.379621°N,2.869797°E  | RI-51-0002308 | Vallgornera Vell / ses Cases (Llucmajor) · Vegeu més fotos d'aquest monument · Carregueu una nova foto d'aquest monument                          |
| Restes prehistòriques de Vernisseta / es Mitjà Negre                         | Monument arqueològic | Llucmajor                            |                                                       | RI-51-0002309 | Carregueu una nova foto d'aquest monument |